# Onthophagus miricollis
Onthophagus miricollis är en skalbaggsart som beskrevs av Frey 1962. Onthophagus miricollis ingår i släktet Onthophagus och familjen bladhorningar. Inga underarter finns listade i Catalogue of Life.